# Regiment de la cosa pública
Das Regiment de la Cosa Pública (Regierung des Gemeinwesens) ist ein Traktat, der 38 Abschnitte umfasst. Es wurde auf Katalanisch von Francesc Eiximenis im Jahre 1383 kurz nach dessen Eintreffen in  Valencia verfasst und den dortigen jurats (Stadträten) gewidmet.

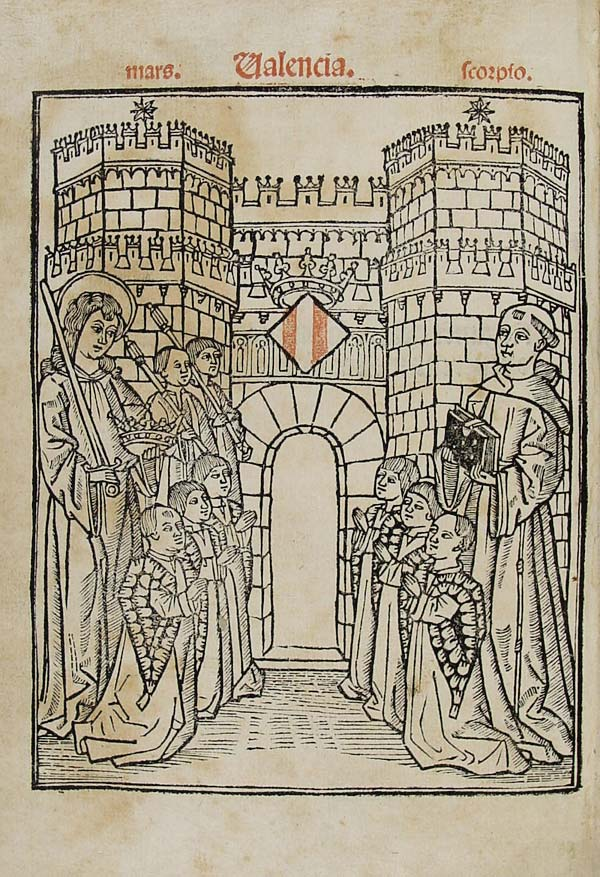
Deckblatt von Regiment de la Cosa Pública (Valencia, Cristòfor Cofman, 1499). Rechts Francesc Eiximenis, der den Jurats von Valencia sein Buch überreicht.

## Entstehung und Inhalt
Die Widmung an die „jurats“ liefert Hinweise zur Abfassungszeit des Werkes Ein anderes Werk von Eiximenis, der Dotzè del Crestià (Zwölftes Buch des Christen), enthält das Regiment de la Cosa Pública als Abschnitte 357–395. Als unabhängiges Werk wurde das Buch zunächst nur in einer Inkunabelauflage in Valencia vom 28. Januar 1499 von dem deutschen Drucker Cristòfor Cofman veröffentlicht.
Das Werk steht unter dem deutlichen Einfluss von Johannes von Wales’ Communiloquium, wie einige Untersuchungen bewiesen haben. Es könnte sein, dass einige Teile des Buches nicht auf Eiximenis zurückgehen, sondern später hinzugefügt worden sind. Es handelt sich um die berühmten zwanzig Herausforderungen, zweiunddreißig Schönheiten und das Ende des Prologs, nebst dem Ende des Epilogs. Das Regiment de la Cosa Pública artikuliert sehr deutlich die Grundzüge des sozialen und politischen Denkens von Eiximenis. Es erhellt auch die Grundlagen des sogenannten „katalanischen und aragonesischen Paktismus“.

## Übersetzung ins Deutsche
- Francesc Eiximenis: Die Regierung des Gemeinwesens / El regiment de la cosa pública. Katalanisch-Deutsch. Übersetzt und eingeleitet von Alexander Fidora (= Herders Bibliothek der Philosophie des Mittelalters, 3. Serie, Bd. 60). Herder, Freiburg im Brisgau 2024, ISBN 978-3-451-39860-5.

## Digitale Ausgaben

### Inkunabeln
- Ausgabe der virtuellen Bibliothek „Joan Lluís Vives“.
- Ausgabe der valencianischen digitalen Bibliothek.

### DasRegiment de la Cosa Públicaim digitalisierten Gesamtwerk
- Gesamte Werke von Francesc Eiximenis (auf Katalanisch und auf Latein).